# Знанствено дописивање
„Знанствено дописивање” је југословенски ТВ филм из 1978. године. Режирао га је Звонимир Бајсић а сценарио су написали Звонимир Бајсић и Вјекослав Мајер.

## Улоге
| Глумац         | Улога |
| -------------- | ----- |
| Шпиро Губерина |       |
| Фрањо Мајетић  |       |